# Комаббио
Комаббио (итал. Comabbio) — коммуна в Италии, располагается в провинции Варесе области Ломбардия.
Население составляет 958 человек (2008 г.), плотность населения составляет 240 чел./км². Занимает площадь 4 км². Почтовый индекс — 21020. Телефонный код — 0331.
Покровителем коммуны почитается святой апостол Иаков Старший, празднование 25 июля.

## Демография
Динамика населения:

## Администрация коммуны
- Официальный сайт: